# Arcos de Jalón
Arcos de Jalón bezeichnet einen spanischen Ort und eine aus dem Hauptort sowie mehreren eingemeindeten Dörfern und Weilern (pedanías) bestehende Gemeinde (municipio) mit 1.545 Einwohnern (Stand: 2024) im Südosten der Provinz Soria in der Autonomen Gemeinschaft Kastilien-León. Die katholische Kirchengemeinde gehört zum Bistum Osma-Soria.

## Lage und Klima
Die Gemeinde Arcos de Jalón liegt in der von Felsen und Hügeln durchsetzten Hochebene im Südosten der Provinz Soria in einer Höhe von ca. 820 bis 1250 m. Die Entfernung zur nordwestlich gelegenen Provinzhauptstadt Soria beträgt ca. 95 km (Fahrtstrecke). Der kleine aber historisch bedeutsame Ort Medinaceli liegt nur etwa 20 km in südwestlicher Richtung entfernt. Das Klima ist gemäßigt bis warm; Regen (ca. 440 mm/Jahr) fällt übers Jahr verteilt.

## Bevölkerungsentwicklung
| Jahr      | 1857 | 1900  | 1950  | 2000  | 2017  |
| Einwohner | 679  | 1.303 | 2.947 | 1.856 | 1.486 |

Die zunehmende Mechanisierung der Landwirtschaft sowie die Aufgabe bäuerlicher Kleinbetriebe und der daraus resultierende Verlust an Arbeitsplätzen hätten in der zweiten Hälfte des 20. Jahrhunderts zu einem noch deutlicheren Rückgang der Bevölkerungszahl geführt, wenn nicht im Jahr 1967 etwa ein Dutzend Dörfer und Weiler in der Umgebung (Aguilar de Montuenga, Chaorna, Iruecha, Jubera, Judes, Layna, Montuenga de Soria, Sagides, Somaén und Velilla de Medinaceli) eingemeindet worden wären. Drei weitere ehemalige Orte (Lomeda, Sierra de Muedo und Valladares) sind inzwischen bereits völlig aufgegeben worden (despoblados); die Eingemeindung von Utrilla erfolgte im Jahr 1970.

## Wirtschaft
Die Dörfer der Gemeinde lebten jahrhundertelang ausschließlich vom Getreide- (Gerste und Weizen) und Gemüseanbau (Bohnen, Zwiebeln, Kohl etc.), der hauptsächlich zur Selbstversorgung betrieben wurde; auch Viehhaltung (Schafe, Ziegen, Hühner) fand in geringem Maße statt. Die Kleinstadt Arcos diente als merkantiles, handwerkliches und kulturelles Zentrum. Heute spielt die Landwirtschaft immer noch die wichtigste Rolle, doch sind auch geringfügige Einnahmen aus dem Tourismus (Vermietung von Ferienwohnungen) zu verzeichnen.

## Geschichte
Nach der arabisch-maurischen Eroberung entvölkerten sich weite Gebiete im Norden der Iberischen Halbinsel. Im 10. Jahrhundert begann unter dem kastilischen Grafen Gonzalo Téllez die in der zweiten Hälfte des 11. Jahrhunderts unter Alfons VI. vollendete Rückeroberung (reconquista) Altkastiliens, die in der Einnahme der etwa 250 Kilometer weiter südwestlich gelegenen Stadt Toledo (1085) ihren vorläufigen Höhepunkt fand. In dieser Zeit wurde Arcos von Siedlern aus dem Norden neu- oder wiederbesiedelt (repoblación).

## Sehenswürdigkeiten
Arcos de Jalón

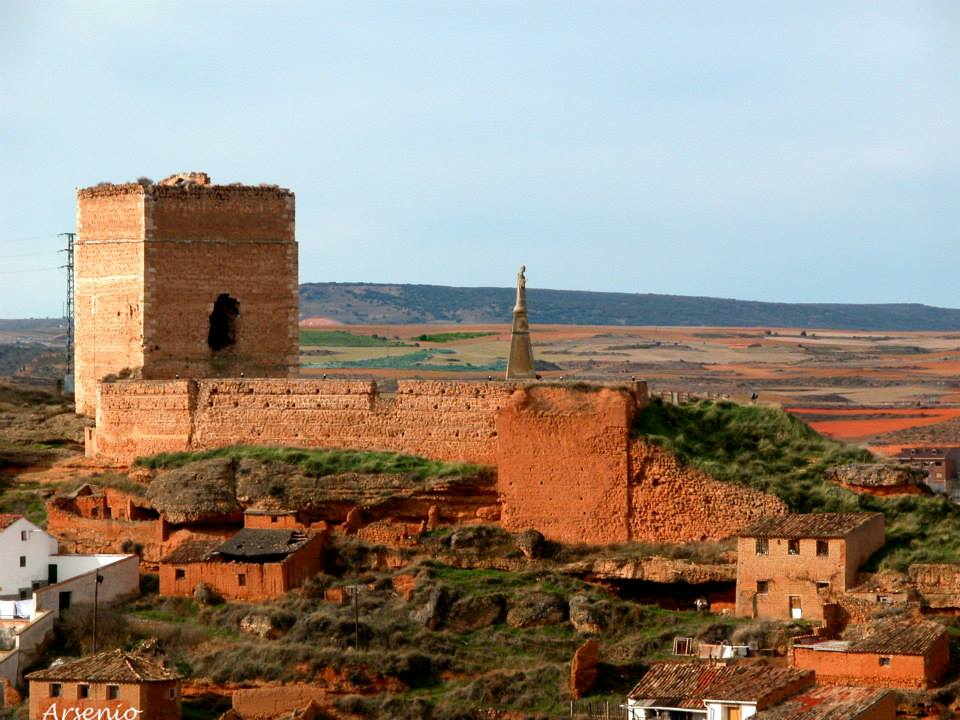
Castillo de Arcos

- Die Überreste der im 14. Jahrhundert erbauten Burg (castillo) von Arcos erheben sich über einer maurischen Festungsanlage. Erhalten sind nur Teile des ca. 16 m hohen und – mit Ausnahme der Ecksteine – aus Bruchsteinen gemauerten ehemaligen Bergfrieds (torre del homenaje) sowie der Einfassungsmauer. Die Burg stand zeitweise im Besitz von Fernán Gómez de Albornoz, einem Parteigänger Heinrichs von Trastamara, dem Gegenspieler Peters des Grausamen. Das Wappenschild von Fernán Gómez de Albornoz ist immer noch über dem Eingang zum Bergfried zu sehen. Seit dem Jahr 1440 befand sich die Burg in den Händen der Grafen bzw. Herzöge von Medinaceli, die allerdings irgendwann keine Verwendung für die alten Burggemäuer hatten.[5]

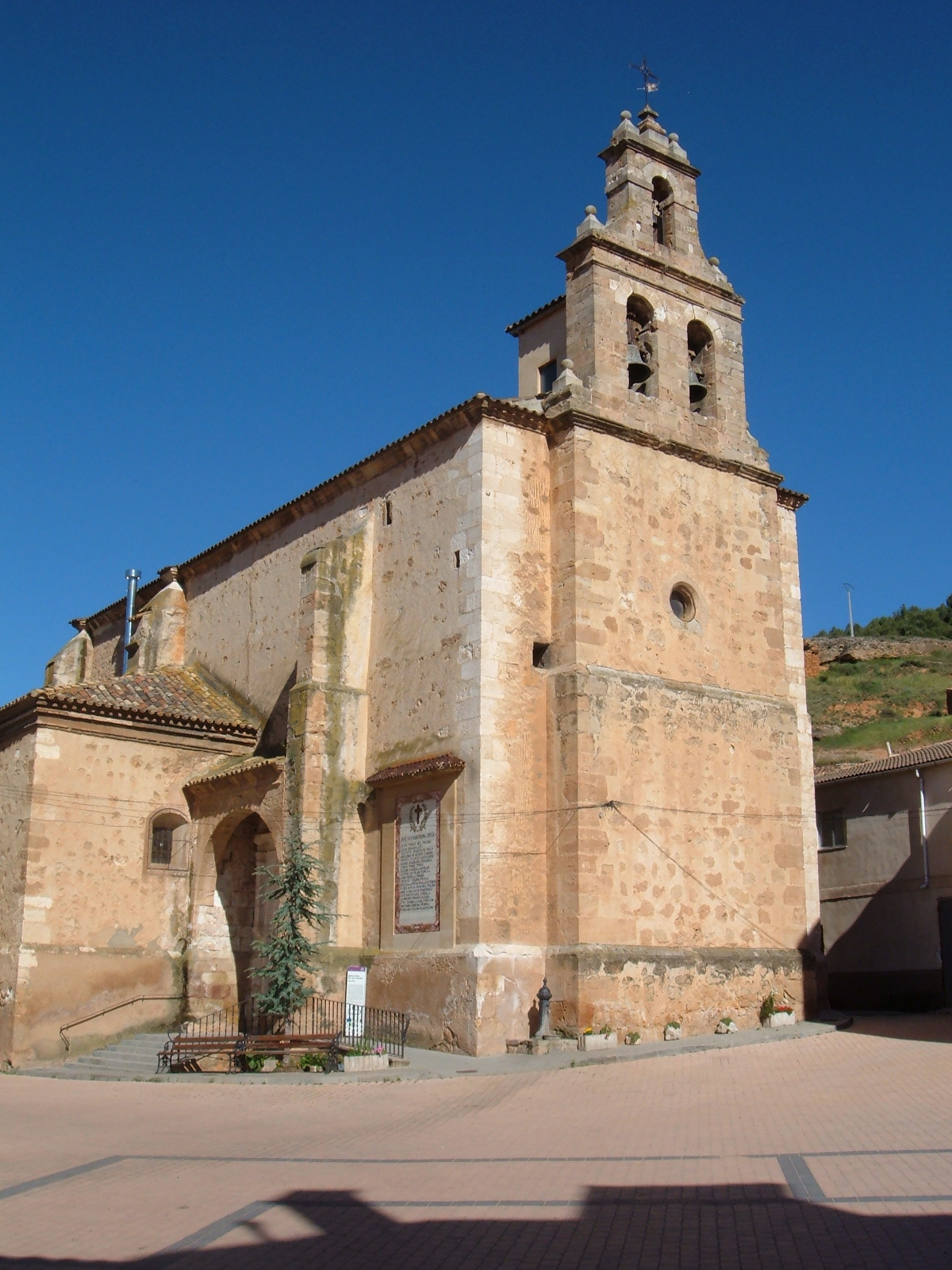
N. S. de la Asunción

- Die einschiffige, im 16. Jahrhundert anstelle eines romanischen Vorgängerbaus errichtete Kirche Nuestra Señora de la Asunción wurde zwei Jahrhunderte später völlig überarbeitet – so finden sich in dem Bau Stilelemente der Gotik, der Renaissance und des Barock. Die vollkommen schmucklose Westfassade ist von einem zweigeschossigen Glockengiebel (espadaña) mit einer rückwärtigen Glockenstube überhöht. Der Eingang zur Kirche befindet sich – für die Region völlig unüblich – auf der Nordseite; unmittelbar daneben entstand im 17. Jahrhundert die Capilla del Cristo de la Buena Muerte. Die polygonal gebrochene Apsis ist der älteste erhaltene Bauteil; sie wird jedoch von einem der Himmelfahrt Mariens geweihten Altarretabel mit salomonischen Säulen, die von Wein umrankt sind, verstellt. Darüber hinaus beherbergt die Kirche fünf weitere Barockaltäre und ein Taufbecken aus dem 16. Jahrhundert. Sehenswert ist überdies eine in einem Glassarg liegende Christusfigur (Cristo de la Buena Muerte) in der gleichnamigen Kapelle – derartige Figuren finden sich in vielen spanischen Kirchen; im Verlauf der Karwoche (Semana Santa) und der Karfreitagsprozession wird der Sarg durch die Straßen des jeweiligen Ortes getragen.[6]

Chaorna
Die Ortsansicht gehört zu den schönsten in der Provinz Soria; in den Gassen stehen Häuser aus Bruchstein.
Montuenga
Das noch etwa 100 Einwohner zählende Dorf wird von der Ruine eines arg ruinierten Bergfrieds überragt.
Somaén
In dem noch etwa 40 Einwohner zählenden Dorf steht eine – die natürliche Felsformation ausnutzende – mittelalterliche Burg.
Utrilla
Das 1967 eingemeindete Dorf zählt nur noch etwa 80 Einwohner. Überraschend gut erhalten, überragt die im 15./16. Jahrhundert erbaute Kirche den Ort.

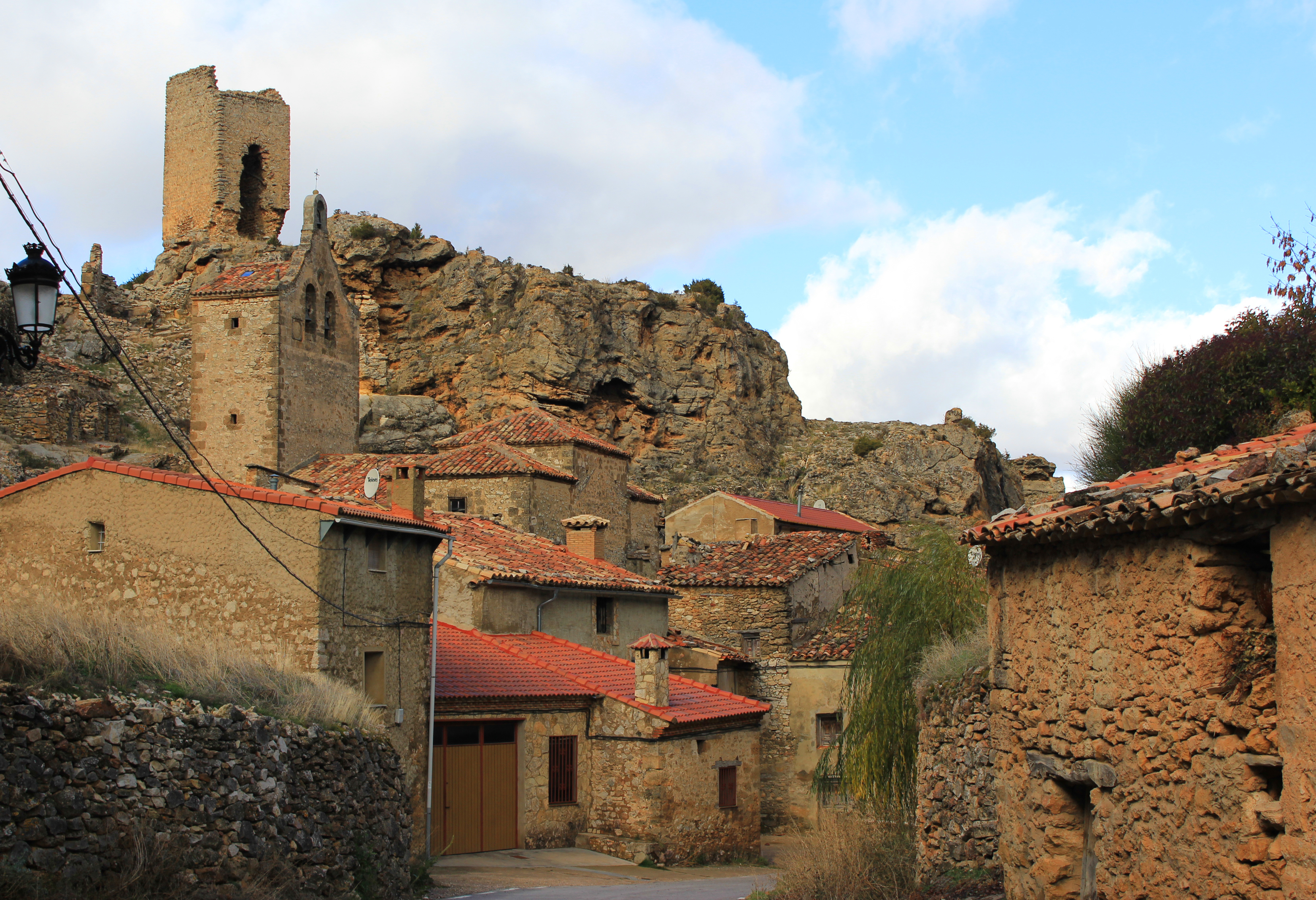
Chaorna
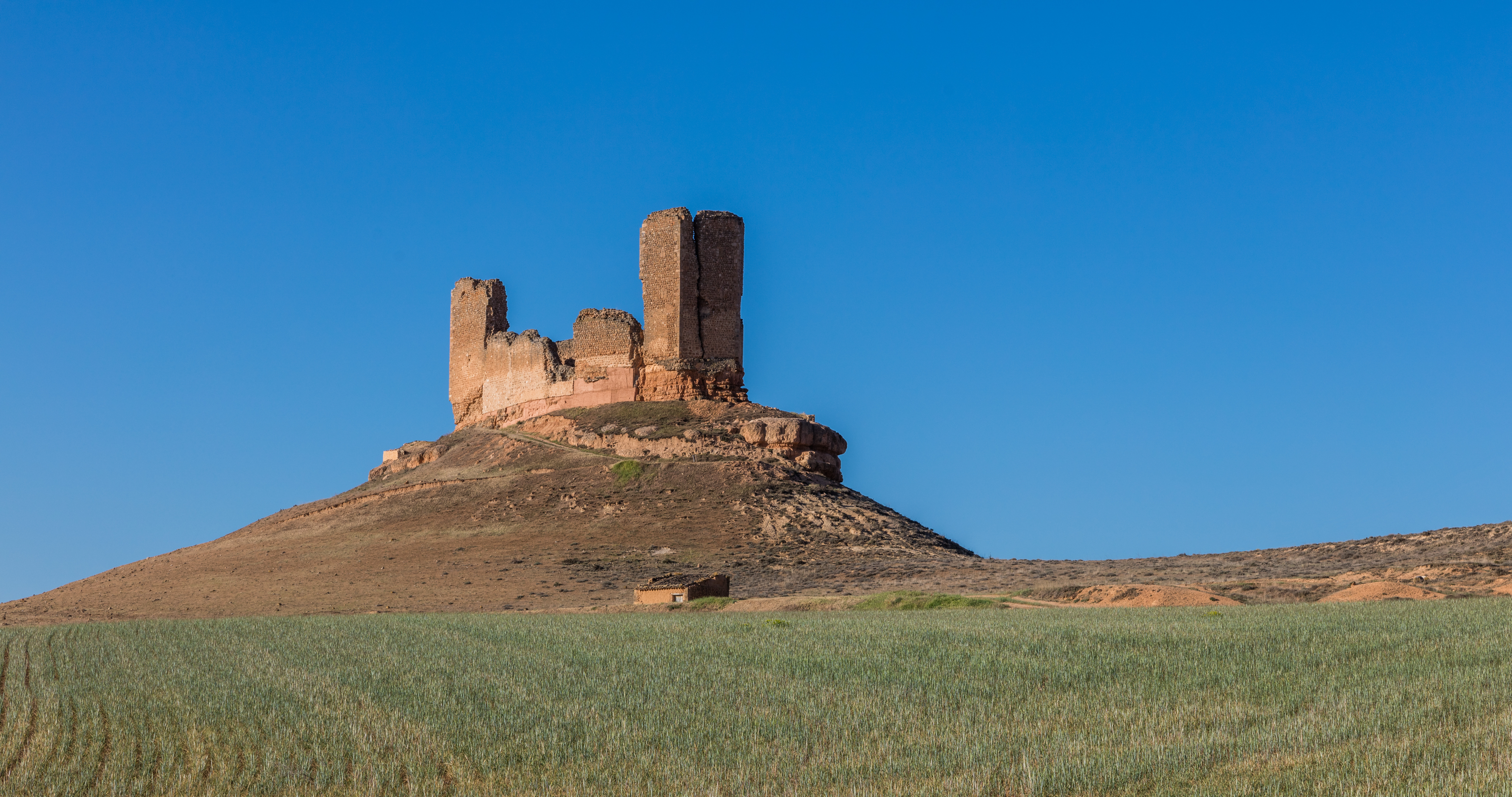
Montuenga, Castillo
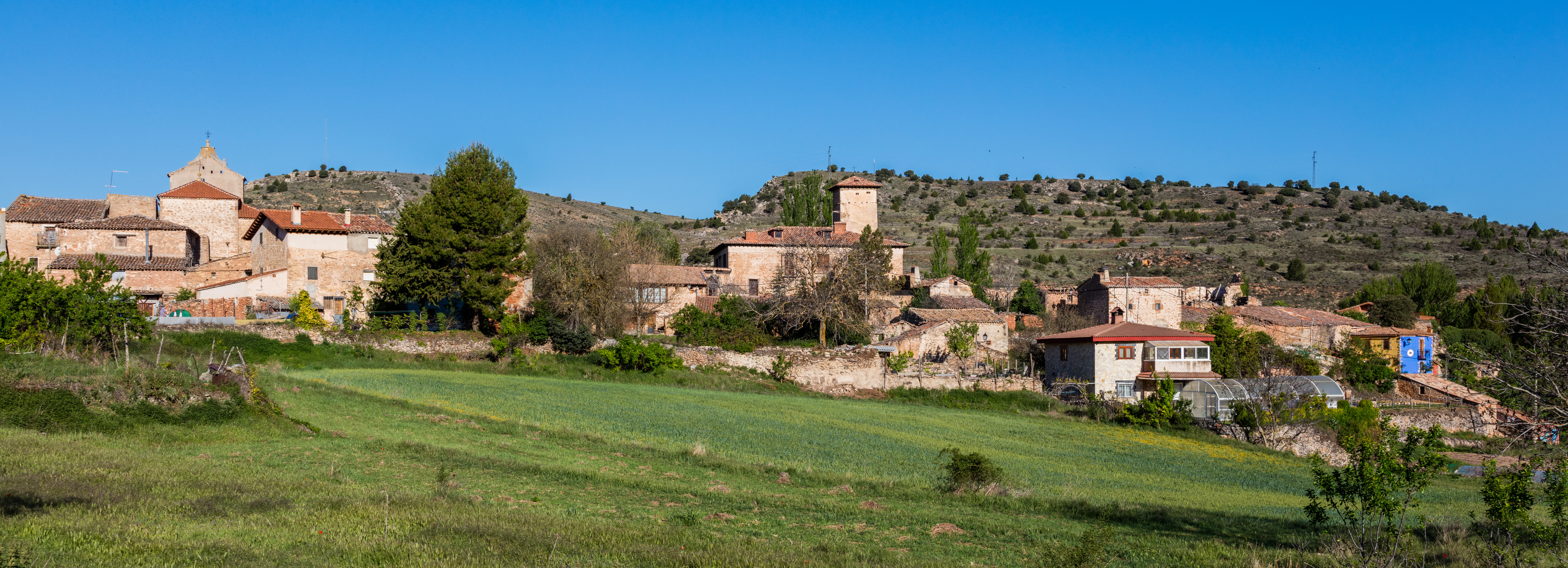
Sagides
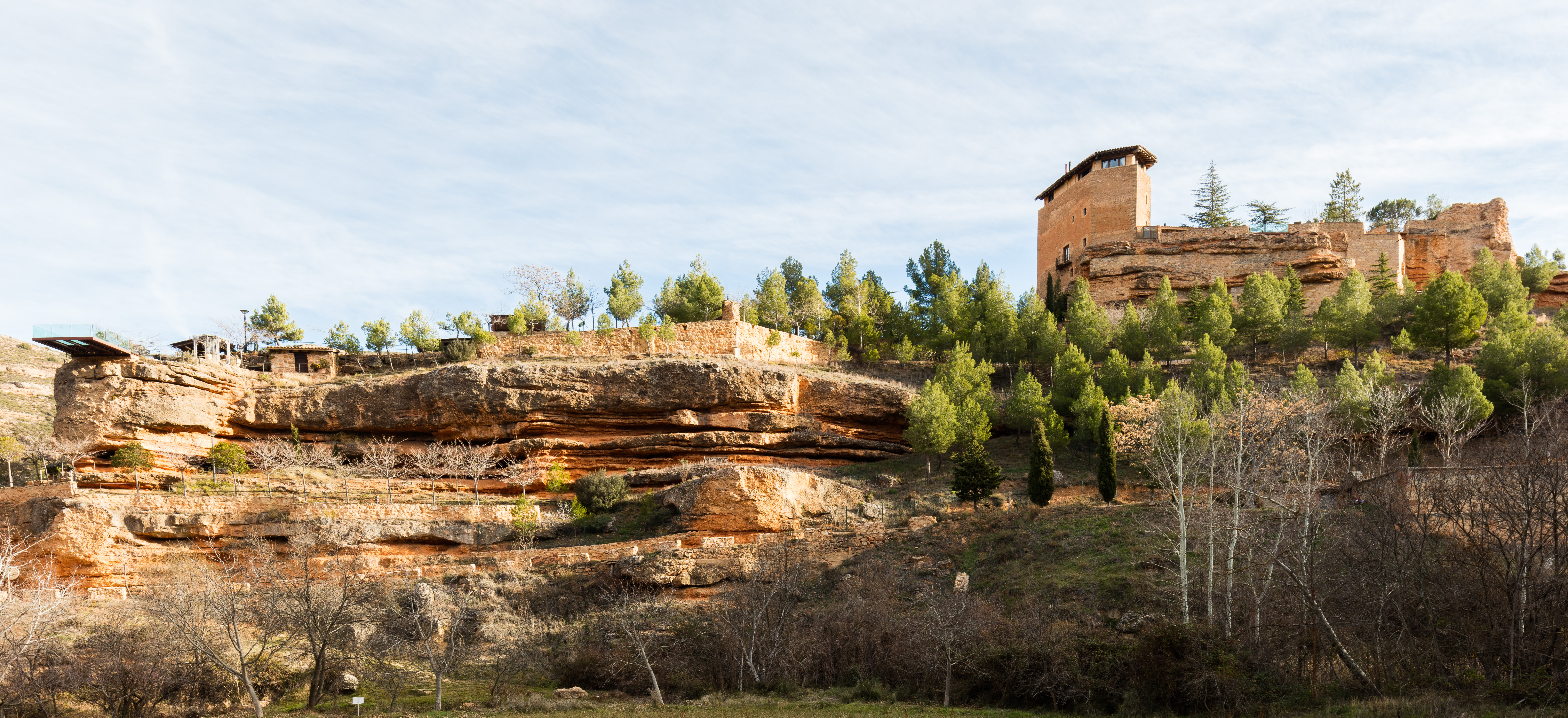
Somaén, Castillo
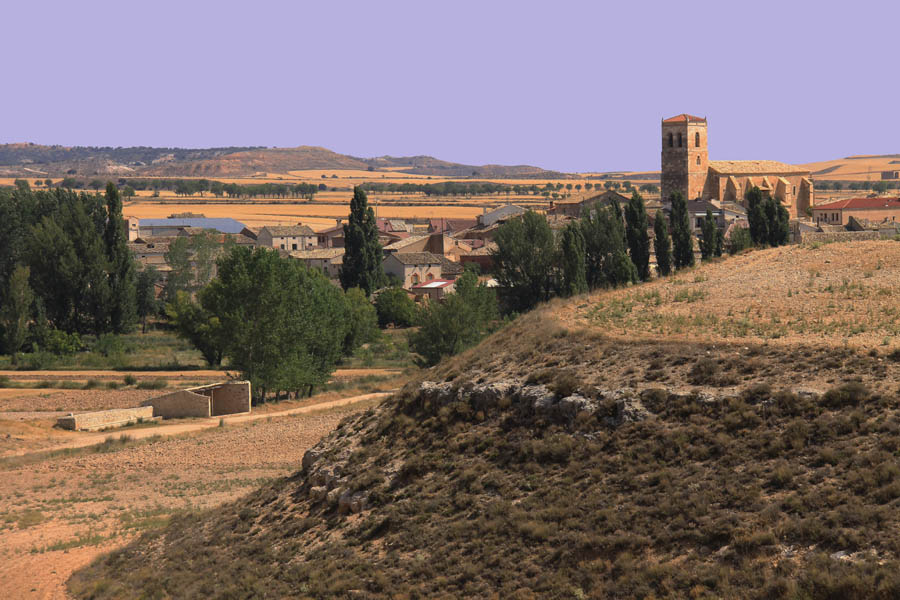
Kirche von Utrilla

## Persönlichkeiten
- Luis del Sol (1935–2021), Fußballer